# K.K.
K.K.（日语： Totakeke */?) ，是動物森友會系列的虛構角色，原型為傑克羅素㹴犬，是該系列最受歡迎的角色之一。他首次登場於《動物森友會》首作，他在该系列的每一部作品中都有登場。K.K.是一位彈吉他的音樂家，透過現場的表演和遊戲中可購買他的音樂專輯，為村裡居民們帶來音樂表演。他的形象是以任天堂遊戲配音員及作曲家戶高一生為基礎，而该角色的日文名及生日和户高一生相似，因此该角色被認為是户高一生的卡通形象。
K.K. 還多次在《動物森友會》外的遊戲中出现，例如在任天堂跨界格鬥遊戲《任天堂明星大亂鬥 for 3DS/Wii U》和《任天堂明星大亂鬥 特別版》中，作為玩家Mii格鬥者的装备。

## 形象
K.K.是一隻握著吉他，沒有穿衣服的傑克羅素㹴犬。在《集合啦！動物森友會》中，他會戴著帽子。而在《動物森友會口袋露營廣場》中，他還會在擔任DJ時穿著印有「K.K.」字樣的T恤。
而在《動物森友會amiibo節日》中，由於其設計需要摋骰子，所以他不再手持吉他，而是改為背著吉他。
K.K.在演唱歌曲時的語言為動物語（Animalese），以「nah」、「me」、「oh」、「now」、「queh」五種發音構成歌曲。

## 出場
K.K. 首次出现於動物森友會系列的首作《動物森友會》，該遊戲於任天堂64主機上發行。他在遊戲中是一位街頭音樂家，使用的樂器為吉他。如果玩家或村民有需求，他會演奏歌曲，在演奏結束後，他會給玩家一份歌曲的副本，可以在玩家的收音機播放。該角色在動物森友會系列主要系列遊戲中角色设定基本上保持一致，只有些微的變化，直到《来吧！动物森友会》中，他以DJ K.K.的化名擔任DJ的角色 。在《動物森友會 快樂之家設計師》、《動物森友會amiibo節日》（附有amiibo人偶）、《動物森友會 口袋露營廣場》、《集合啦！動物森友會》和2006年的電影《劇場版 動物森友會》中出現。在2019年10月，K.K.以全息形式出現，在日本東京舉行的任天堂Live音樂會上作為開場表演。此外，K.K. 還為玩家的Mii格鬥者在跨界格鬥遊戲《任天堂明星大亂鬥for 3DS/Wii U》和《任天堂明星大亂鬥 特別版》中有K.K.造型的服裝 ，並有自己amiibo。

### 《歡迎來到 動物森友會》
在《歡迎來到 動物森友會》中，每週六晚上8點到12點，K.K.會在博物館的地下咖啡廳進行演奏。雖然贈送給玩家曲目副本的歌與《動物森友會》相同，但和之前遊戲不同的是，玩家可以在晚上8點前與該角色進行對話。

### 《動物森友會 城市大家庭》
在《動物森友會 城市大家庭》中，其角色與《歡迎來到 動物森友會》中的設定完全相同。

### 《走出戶外！動物森友會》
在任天堂3DS推出的《走出戶外！動物森友會》中，他在每個星期六晚上的444俱樂部進行現場演出。除了星期六外，在其他日子裡，他以DJ K.K.的身分在444俱樂部擔任俱樂部DJ。

### 《集合啦！動物森友會》
在玩家島嶼獲得三顆星的評級後，K.K会出現在遊戲中演出。之後，每个星期六，K.K. 將出現並接受玩家的歌曲請求如果星期六有活动，如钓鱼大赛或捉虫大赛等，会将活动延迟到星期日，如果星期日也有活动，将会移到星期一进行。在《集合啦！動物森友會》中新增了四首新的K.K.歌曲，而在遊戲的2.0追加跟新中新增了12首額外的歌曲。
在博物馆和咖啡店裡，可以使用K.K.的amiibo卡片，召唤出K.K.和DJ K.K。
在《集合啦！動物森友會 快樂家樂園》的追加下載內容中，當玩家建造了30座房屋並設計了五個設施後，DJ K.K.將出現在主要群島上 。在下載內容中出現相關的音樂會於2022年10月舉行。

### 衍生作品
K.K.在2006年的電影《劇場版 動物森友會》中登場，由小栗旬擔任該角色的配音。而唱歌的時候則使用遊戲中的聲音。
在《動物森友會 快樂之家設計師》、《動物森友會 amiibo節日》和《動物森友會 口袋露營廣場》等衍生作品中也有登場。

## 評價
UGO.com將他評選為《動物森友會》系列中的第二佳角色。而Kotaku將他列為「最棒的電子遊戲狗伴侶之一」 ，並形容他為「我們這一代最具影響力的音樂家」。任天堂Life希望K.K.能夠出現在當時即將發行的《集合啦！動物森友會》中。Polygon形容K.K.是「粉絲的最愛」。Thegamer將K.K.評選為他們最喜欢的動物森友會系列角色，並表示「我們喜愛K.K.的各种特點，包括他隨性的個性、動聽的音樂和他整體的潮流氛圍」。Softonic.com將K.K.列為「十大最酷的電子遊戲狗」。K.K.在任天堂日本的人氣投票中名列第一。The Verge的Cameron Faulkner表示，K.K.是他2020年最喜愛的街頭音樂家。任天堂Life的Abby Lee Hood觀察到K.K.是因他的音樂在混音、社交媒體影片和抖音中出现而成為突出角色。